# Колмберг
Колмберг (њем. Colmberg) град је у њемачкој савезној држави Баварска. Једно је од 58 општинских средишта округа Ансбах. Према процјени из 2010. у граду је живјело 2.062 становника. Посједује регионалну шифру (AGS) 9571130.

## Географски и демографски подаци
Колмберг се налази у савезној држави Баварска у округу Ансбах. Град се налази на надморској висини од 450 метара. Површина општине износи 38,4 km². У самом граду је, према процјени из 2010. године, живјело 2.062 становника. Просјечна густина становништва износи 54 становника/km².